# Wam Kat

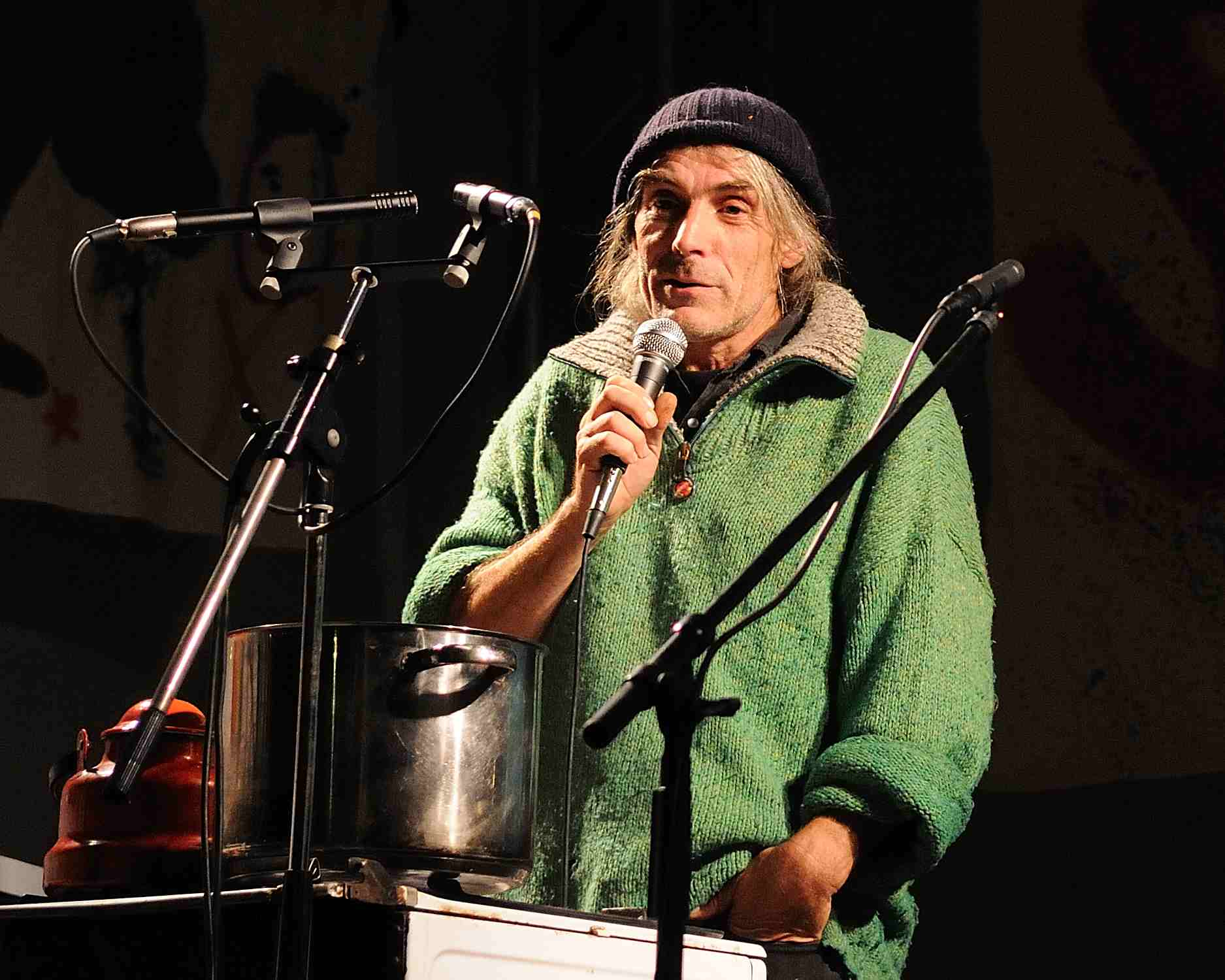
Wam Kat auf der Bühne von „Wendland Reloaded“ in Hannover (2010)

Pieter Jan Herman Fredrik (Wam) Kat (* 23. November 1956 in Zeist) ist ein niederländischer Koch, der seit 1995 in Deutschland lebt. Überregional ist er mit seiner Friedensarbeit im Balkankonflikt und als mobiler Koch für Demonstranten bekannt geworden.

## Leben
Wam Kat ist der Sohn des niederländischen Bildhauers Frits Kat (1922–1975) und wuchs in Zeist auf.
Zum Kochen kam er ursprünglich, weil er auf dem Greenpeace-Schiff „Rainbow Warrior“ in der Schiffsküche mitmachte. Dort lernte er nach eigener Aussage, dass die Küche die Zentrale des Zusammenlebens darstellt, was einen wesentlichen Teil der Atmosphäre einer Gruppe ausmacht. Kat war Mitgründer der niederländischen rollenden vegetarischen Küche Rampenplan, die seit Beginn der 1980er Jahre Politaktivisten bei längeren Aktionen mit Essen und anderen Diensten versorgt.
Er arbeitete während der Jugoslawienkriege beim Za Mir Network mit. („Netzwerk für Frieden“). Die von ihm verfassten Zagreb Diaries (Zagreb-Tagebücher) veröffentlichte er zuerst auf Englisch in Form eines Blogs, dann als gedrucktes Buch, das übersetzt auf Deutsch und auf Finnisch erschien. 1995 zog er ins ZEGG, eine Kommune im brandenburgischen Bad Belzig im Fläming. Die Gemeinschaft verließ er wieder und wohnt jetzt in Weitzgrund bei Belzig. In Belzig startete er das Info-Café Der Winkel, ein Zentrum für Toleranz und besseres Verständnis unterschiedlicher Kulturen, und Beispiel lokaler Aktionen gegen rechte Gewalt.
1999 war Kat Mitgründer von Balkan Sunflowers („Balkan-Sonnenblumen“), einer humanitären und sozialen Freiwilligenorganisation während und nach dem Kosovokrieg, die Freizeitaktivitäten, Schulen und Sozialprogramme für Kriegsflüchtlinge in Flüchtlingslagern in Kroatien und Bosnien organisierte.
Nach einem Interview in der taz 2008 publizierte er im selben Jahr das Kochbuch 24 Rezepte zur kulinarischen Weltverbesserung. Der Rezensent der ZEIT nannte 24 Rezepte ein „linkes und ein ziemlich interessantes [Kochbuch], wenn man es schafft, sich von der bürgerlichen Schimäre des Wohlgeschmacks zu lösen und das Essen als politischen Akt zu begreifen“.
2008 wurde Wam Kat mit 444 Stimmen in die Stadtverordnetenversammlung von Bad Belzig gewählt, wo er als Nichtparteimitglied für eine Wahlperiode der vierköpfigen Fraktion der Linken angehörte. Er war 2010 mit zehn anderen Personen an der Vorbereitung des Sommerfestivals Ecotopia beteiligt. Dieses Festival fand von 1989 bis 2008 jährlich statt und wurde von Wam Kat mitbegründet.
2011 gründete Wam Kat die mobile Küche „Fläming Kitchen“. In dem 80-minütigen Dokumentarfilm Wastecooking von David Groß und Georg Misch (Österreich/Deutschland 2015) spielte er sich selbst. Für das globalisierungskritische Wander-Dokufilmfestival Globale fungierte er als sachverständiger Gesprächspartner für die Zuschauer des Films. 

## Veröffentlichungen

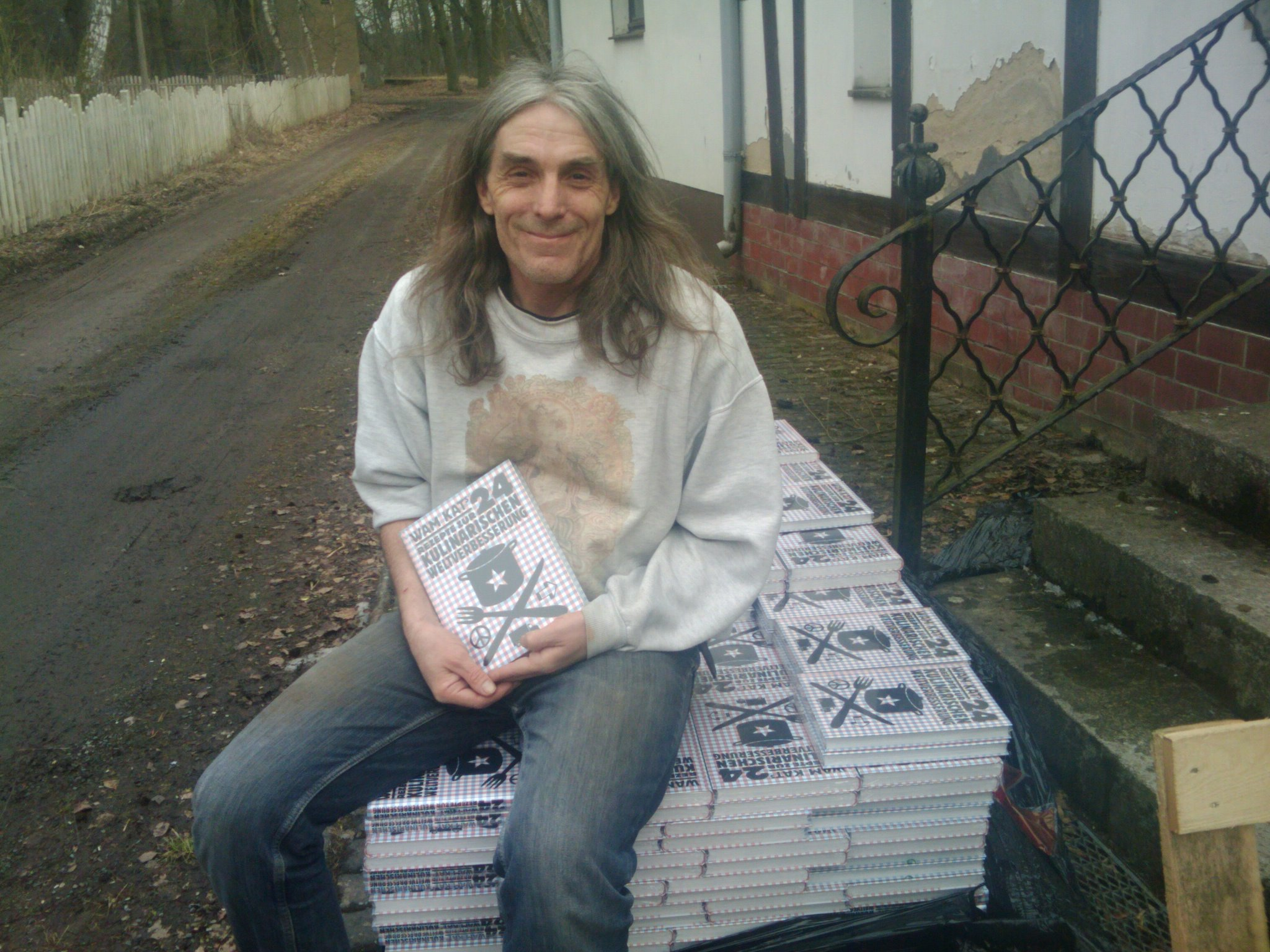
Wam Kat mit seinem Kochbuch 24 Rezepte (2010)

- Wam Kat: Zagreb-Tagebuch, aus dem Englischen von Heidi und Georg Schimpf. In: Der Pazifist, ZDB-ID 1065494-x, Jg. 2 (1992), Nr. 6/7, 78 Seiten.
- Wam Kat: 24 Rezepte zur kulinarischen Weltverbesserung. Orange Press, Freiburg i.Br. 2008, ISBN 3-936086-36-2.